# Richard Schuil
Richard "Rich" Schuil, född 2 maj 1973 i Leeuwarden, är en nederländsk beachvolleybollspelare och volleybollspelare.
Schuil blev olympisk guldmedaljör i volleyboll vid sommarspelen 1996 i Atlanta. Schuil gick över från att tävla i inomhusvolleyboll till att spela beachvolley (i par med Reinder Nummerdor) 2006, tillsammans vann de fyra EM.